# لیپتان
لیپتان (به چکی: Liptaň) یک منطقهٔ مسکونی در جمهوری چک است که در شهرستان برونتال واقع شده‌است. لیپتان ۲۰٫۲۳ کیلومتر مربع مساحت و ۴۷۹ نفر جمعیت دارد و ۲۹۵ متر بالاتر از سطح دریا واقع شده‌است.